# Victoria cruziana
Victoria cruziana Orb., 1840 è una pianta acquatica della famiglia delle Nymphaeaceae, originaria dell'America meridionale.
La specie venne scoperta durante una delle spedizioni di Alcide Dessalines d'Orbigny, finanziate dal presidente della Bolivia Andrés de Santa Cruz. Gli esemplari raccolti vennero spediti in Francia dove il fratello di d'Orbignys, Charles Henry Dessalines d'Orbigny chiamò la specie Victoria cruziana in onore di Santa Cruz.
Diffusa nei giardini botanici dove è apprezzata per la sua fioritura, riesce a resistere a temperature dell'acqua inferiori rispetto alla Victoria amazonica appartenente allo stesso genere.

## Descrizione

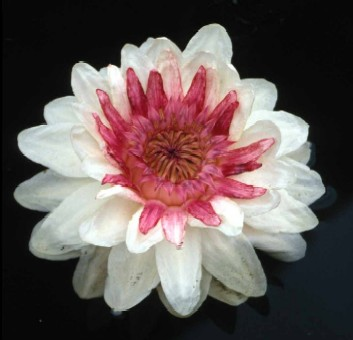
Il fiore

Le foglie raggiungono la dimensione di 120 cm di diametro. I suoi fiori sono bianchi, e dalla seconda notte in poi assumono una colorazione rosa; il loro diametro raggiunge i 25 cm.

## Biologia
I fiori sono impollinati da coleotteri.

## Distribuzione e habitat
La specie è diffusa in Brasile, Argentina e Paraguay.